# Bahnhof Bad Rappenau

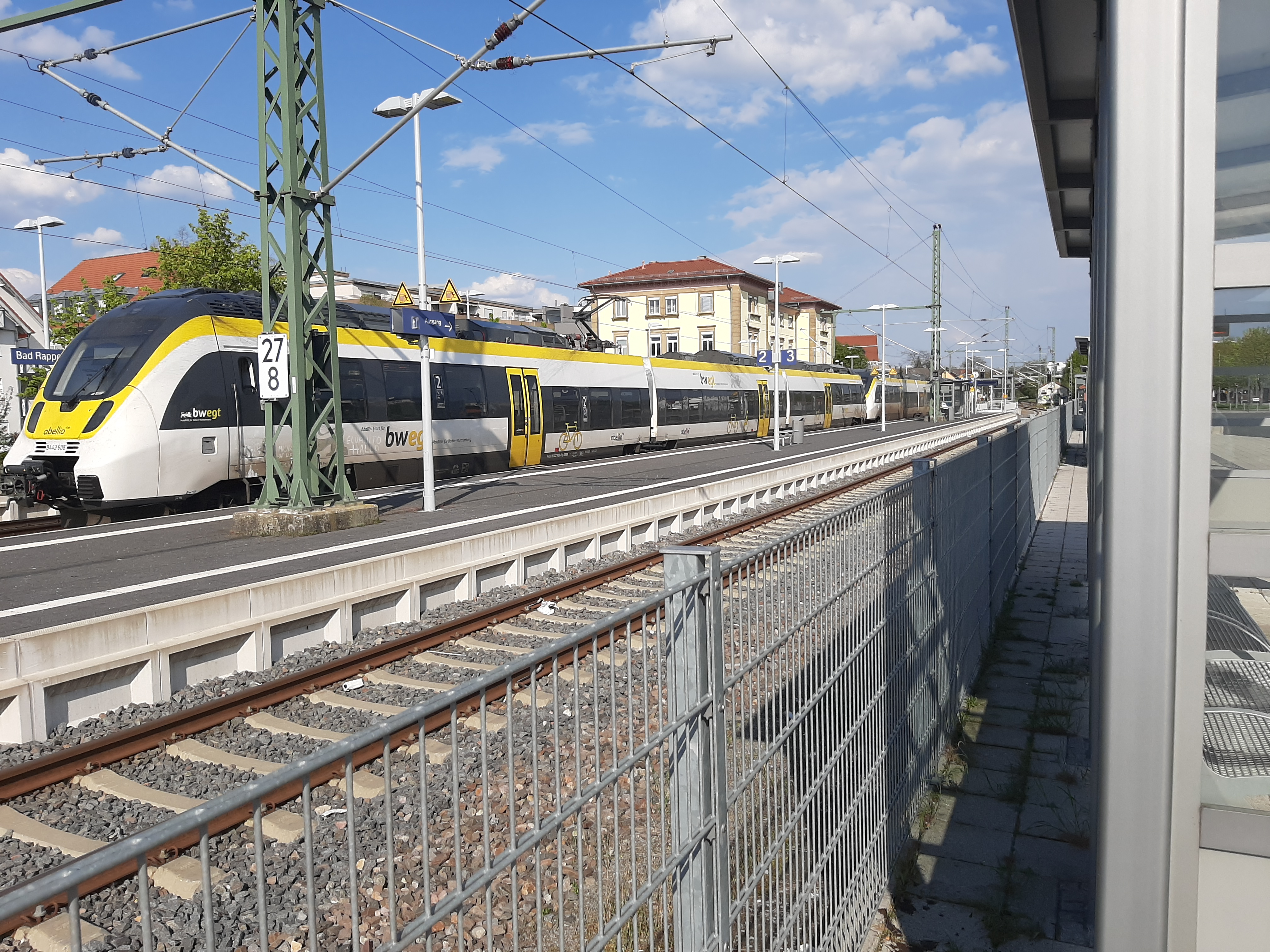
Eine Talent-2.5-Doppeltraktion der Abellio BW beim Halt in Bad Rappenau

Der Bahnhof Bad Rappenau ist ein Bahnhof in der baden-württembergischen Kurstadt Bad Rappenau. Er liegt an Streckenkilometer 27,9 der Bahnstrecke Meckesheim–Bad Friedrichshall und gehört der Preisklasse 5 (bis 2017 Bahnhofskategorie) der Deutschen Bahn AG (DB) an.

## Lage
Der Bahnhof Bad Rappenau liegt zentral im Zentrum der Kurstadt. Die sonst in diesem Bereich eingleisige Elsenztalbahn besitzt im Bahnhof insgesamt drei Gleise. Die Anschrift des Bahnhofs lautet Bahnhofstraße 13.

## Geschichte

### Eröffnung des Bahnhofs Rappenau
Der Streckenabschnitt von Meckesheim bis nach Bad Rappenau wurde am 25. Juni 1868 eröffnet, am 5. Februar auch die Anschlussstrecke zur Saline. Anders als der benachbarte Bahnhof Bad Wimpfen hieß der Bahnhof Bad Rappenau in den ersten Jahren seines Bestehens nur Rappenau. Mit dem Lückenschluss Bad Rappenau – Jagstfeld (Bad Friedrichshall) am 5. August 1869 wurde die fortan als „Elsenztalbahn“ bezeichnete Bahnstrecke komplett fertig gestellt.

### Weitere Entwicklung
Nachdem sich die Gemeinde Rappenau seit 1903 um die offizielle Anerkennung des Ortes als Heilbad beworben hatte, wurde im Jahre 1914 zunächst der Bahnhof Rappenau offiziell in Bad Rappenau umbenannt. Auf eine Verfügung des badischen Staatsministeriums vom 4. September 1930 wurde die Gemeinde Rappenau (Bezirksamt Sinsheim) mit Wirkung vom 1. Oktober 1930 – und damit rund 15 Jahre nach der Umbenennung ihres Bahnhofs – in Bad Rappenau umbenannt.
In der Regel kreuzten sich hier bis Januar 2014 der aus Richtung Mannheim kommende Regional-Express RE 2 und die aus Bad Friedrichshall kommende Regionalbahn RB 74.

### Umbau für die Stadtbahn Heilbronn
Im Rahmen des Baus der Stadtbahn Heilbronn Nord wurde der Bahnhof Bad Rappenau im Jahr 2014 umgebaut. Hierbei wurden die zuvor 38 Zentimeter hohen Bahnsteige durch neue 55 Zentimeter hohe Bahnsteige ersetzt: vom 3. Februar bis März der danach 140 Meter lange Bahnsteig 1, von April bis August der danach 120 Meter lange Bahnsteig 2. Von April bis August wurde auch ein neues Gleis 3 erbaut, damit auf den anderen beiden Gleisen Zugkreuzungen stattfinden können, während die hier endenden Züge wenden. Von Mitte August bis zum Spätherbst wurden die Oberleitungsanlagen für Gleis 3 errichtet. Für den Umbau fielen „stationsbedingte Kosten“ von 1,3 Millionen Euro an, von denen die Stadt Bad Rappenau 262.000 Euro zahlen musste, sowie Planungskosten von 370.000 Euro für die drei Stationen Bad Rappenau, Bad Rappenau Kurpark und Babstadt, die Stadt und Landkreis jeweils zur Hälfte trugen.
Ebenfalls zum Stadtbahn-Start ging der neue Haltepunkt „Bad Rappenau Kurpark“ in Betrieb, welcher sich unmittelbar am Bad Rappenauer Kurpark befindet.

## Empfangsgebäude
Das Empfangsgebäude des Bahnhofs Bad Rappenau ist ein klassizistisches Gebäude aus der Zeit des Eisenbahnbaus um das Jahr 1868. Heute beherbergt es die Bahnhofsgalerie, in welcher es einen kleinen Blumenladen, eine Filiale der Bahnhofsbuchhandlung Schmitt&Hahn, ein KundenCenter der AOK, eine Bäckerei und ein kleines Reisezentrum der DB gibt.

## Verkehr
Bad Rappenau liegt im Tarifgebiet der Heilbronner Hohenloher Haller Nahverkehr GmbH (HNV) und ist per Übergangstarif auch vom Verkehrsverbund Rhein-Neckar (VRN) erreichbar.

### Personenverkehr
Bad Rappenau liegt an der Elsenztalbahn von Heilbronn über Sinsheim nach Heidelberg. In der Regel kreuzen sich hier der aus Richtung Mannheim kommende Regional-Express RE 10b und die aus Bad Friedrichshall kommende S42.
Die Bahnstrecke wurde vom 7. Januar 2014 bis 30. April 2015 umfassend saniert. Zu dieser Zeit war ein Schienenersatzverkehr (SEV) mit Bussen zwischen Sinsheim beziehungsweise Bad Rappenau und Neckarsulm eingerichtet.
Bis zum Fahrplanwechsel im Dezember 2014 hielten in Bad Rappenau Regionalbahnen der Linie RB 74, welche bis Anfang Januar 2014 zwischen Sinsheim, Bad Rappenau, Bad Wimpfen und Bad Friedrichshall (teilweise weiter nach Heilbronn) im Stundentakt verkehrten. Zum Fahrplanwechsel im Dezember 2014 übernahm diese Leistungen die Linie S42 der Stadtbahn Heilbronn zwischen Sinsheim und Bad Rappenau, zunächst nach einem Übergangsfahrplan, welcher auf die Verkehrszeiten des SEV abgestimmt war.
Bis Anfang Januar 2014 verkehrten auch die Regional-Express-Züge der Linie RE 2 zwischen Mannheim, Heidelberg, Sinsheim und Heilbronn im Zweistundentakt über Bad Rappenau, welche dann meist hier mit den Zügen der RB 74 aus Bad Friedrichshall kreuzten. Diese Züge verkehren seit Frühjahr 2015 wieder über Bad Rappenau. Gleichzeitig ging die Linie S42 auf kompletter Strecke in Betrieb.
Ab dem Fahrplanwechsel am 15. Dezember 2019 übernahm die Abellio Rail Baden-Württemberg den RE-Verkehr auf der Strecke Mannheim – Heilbronn mit den zu dieser Zeit in RE 10a (über Eberbach) und RE 10b umbenannten Linien. Betrieben werden die Strecken mit Elektrotriebwagen der Baureihe 8 442 (Bombardier Talent 2.5).
In Richtung Heilbronn halten alle Züge auf Gleis 1, in Richtung Sinsheim/Mannheim auf Gleis 2. In Bad Rappenau endende und beginnende Züge nutzen in der Regel Gleis 3.
| Linie  | Strecke | Takt                                     | Betreiber                    |
| ------ | --- | ---------------------------------------- | ---------------------------- |
| RE 10b | Heilbronn Hbf – Neckarsulm – Bad Friedrichshall Hbf – Bad Wimpfen – Bad Rappenau – Sinsheim (Elsenz) Hbf – Meckesheim – Neckargemünd – Heidelberg Hbf – Mannheim Hbf | 120 min                                  | DB Regio Stuttgart           |
| S 42   | Heilbronn Hbf/Willy-Brandt-Platz – Heilbronn Industrieplatz – Neckarsulm – Bad Friedrichshall Hbf – Bad Wimpfen – Bad Rappenau – Grombach – Sinsheim (Elsenz) Hbf    | 30 min / Bad Rappenau – Sinsheim: 60 min | Albtal-Verkehrs-Gesellschaft |
| S 5    | Heidelberg Hbf – Neckargemünd – Meckesheim – Sinsheim (Elsenz) Hbf – Grombach – Bad Rappenau                                                                         | einzelne Züge                            | DB Regio Mitte               |

(Stand: Fahrplanjahr 2023)